# Rock británico

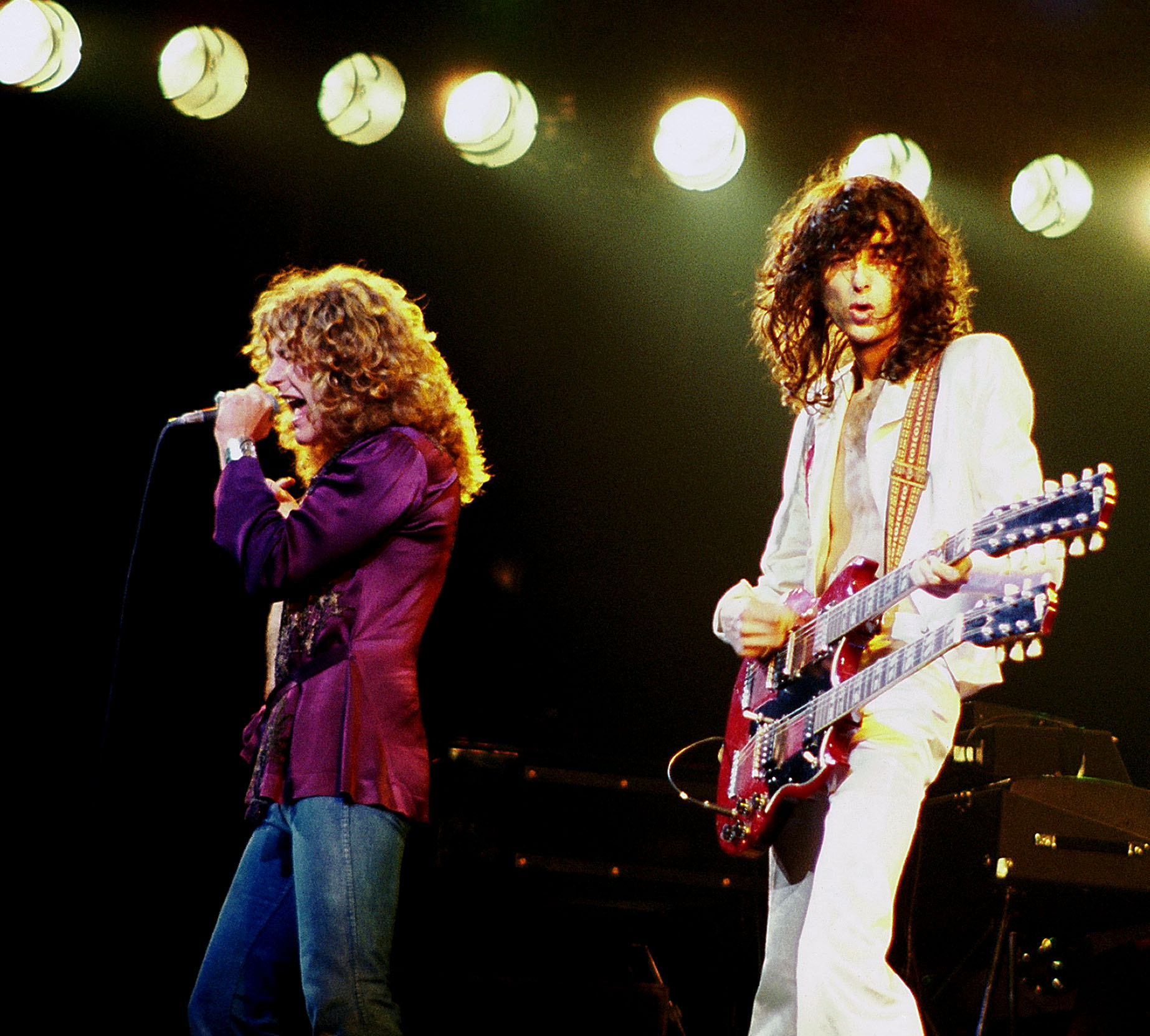
Robert Plant y Jimmy Page de Led Zeppelin en 1977.

El rock británico nació partiendo de la influencia del rock and roll y del rhythm and blues de los Estados Unidos, pero aportó un nuevo empuje y nuevas ganas, exportando la música de vuelta a los Estados Unidos así como ampliando en dicho país la audiencia e influencia del rhythm and blues negro y, además, extendiendo el género por todo el mundo. Mucho de lo que ha hecho única a la música rock en cuanto a su capacidad de unir a las audiencias y de adaptar nuevas influencias, vino de las bandas británicas de finales de los 50 y los grupos de música rock de comienzos de los años a fines de los 50.

## Grupos de rock de los 60s

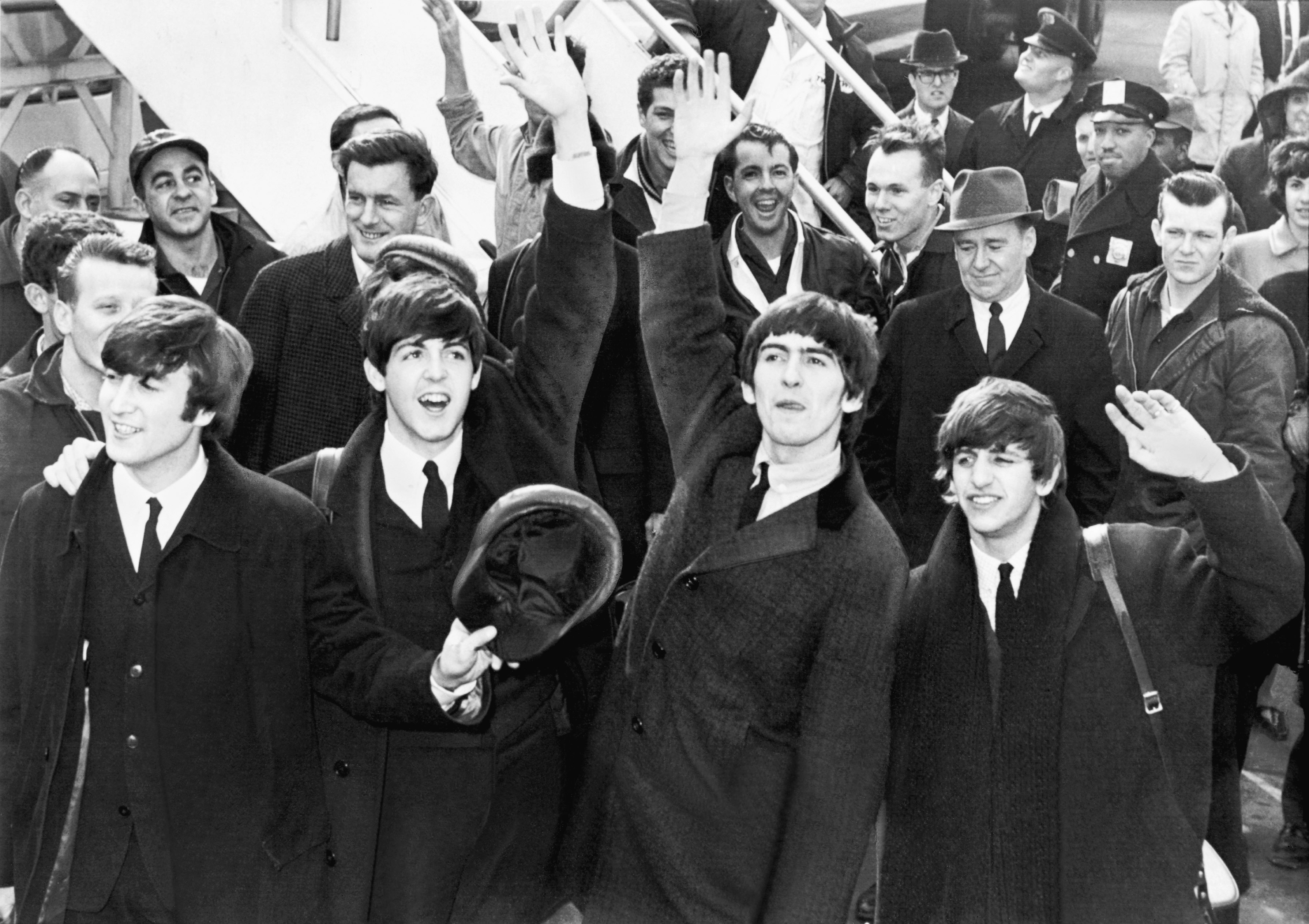
La llegada de The Beatles en los EE. UU., y la posterior aparición de The Ed Sullivan Show, marcó el inicio de la invasión británica.

La invasión británica, fue la invasión de la música rock británica hacia todo el mundo, en especial Estados Unidos. Esto hizo que en Estados Unidos, también se incrementaran el número de grupos de rock, en parte para contrarrestar esto. Muchas discografías han intentado volver a crear este fenómeno musical, pero no han podido, pues no hay muchos grupos grandes de rock. El Festival de Woodstock, que fue en Estados Unidos, congregó músicos de todo el mundo, y también espectadores. Entre los músicos, había varias bandas inglesas, como The Who, lo que ayudó a afianzar la llegada de ingleses en el territorio estadounidense.

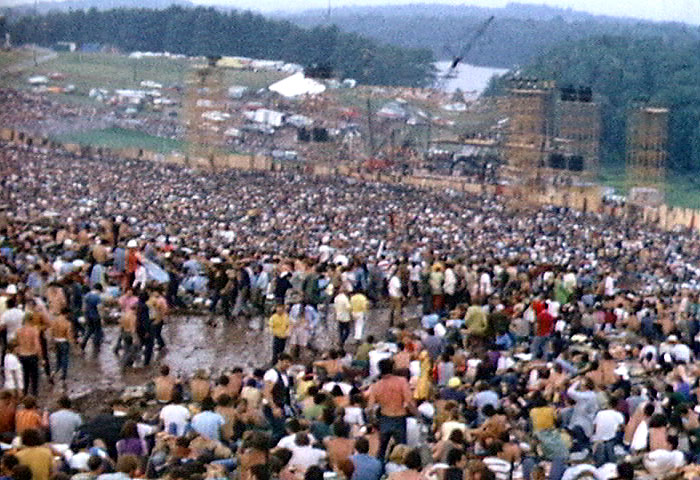
El Festival de Woodstock, lugar donde se reunieron grandes bandas rock del momento, como The Jimi Hendrix Experience o The Who, banda inglesa.

The Beatles fueron los primeros en lograr tener un gran éxito en EE. UU., lo que hizo que otros grupos los siguieran, como The Rolling Stones o The Who, estos también logrando tener buenas ventas, pero no tan grandes como The Beatles. Otros no lo hicieron tanto por las ventas, aunque claramente influía.
El rock en sus principios no era tal, era el rock and roll, que fue evolucionando para convertirse en el rock. Los primeros intérpretes del rock and roll, fueron Elvis Presley, Chuck Berry y Little Richard, con canciones cortas y usando guitarras acústicas. Tenía variados ritmos, con influencias del jazz, rhythm and blues, blues y algunas veces reggae.

### Rock psicodélico
El rock psicodélico (en inglés: psychedelic rock) es un subgénero del rock que en la mayoría de casos necesita de drogas o sustancias alucinógenas, pero no es que sean indispensables para hacer esta música. Se creó en los principios de los sesenta, cuando las drogas se hicieron más accesibles hacia las personas. Se impulsó aún más con el movimiento hippie, el cual también usaba dichas sustancias.
Los primeros grupos en experimentar el rock psicodélico, fueron The Beatles con Sgt. Pepper's Lonely Hearts Club Band, Pink Floyd en sus comienzos, con The Piper at the Gates of Dawn, Deep Purple en sus primeros álbumes, con Shades of Deep Purple y The Book of Taliesyn. Muchas letras de las canciones, por las drogas, eran altamente filosóficas, se usan bastante las metáforas.

### Rock progresivo
El rock progresivo (en inglés: progressive rock) es un subgénero del rock, uno de los más expandidos y comunes, que tuvo su auge en los años 70, con grupos como Pink Floyd, Yes o Jethro Tull. Este subgénero utiliza instrumentos más sofisticados y complejos, como el melotrón, el theremín y los sintetizadores.
El rock progresivo es un género que emergió en los últimos años 60 y prosperó a través de los años 70, volviendo a aparecer nuevamente a fines de los 90 con bandas como Porcupine Tree, Dream Theater, etc. El género está caracterizado por las composiciones extendidas y es comparable al jazz fusión. Se desarrolló con mayores ambiciones musicales, con canciones divididas a menudo en varias partes y con un acercamiento manifiesto hacia la música clásica y el jazz.
Se considera a Pink Floyd generalmente como la banda más significativa dentro de este género. Otros exponentes del género son King Crimson, Camel, Genesis (especialmente en sus primeros tiempos), Yes, Jethro Tull (en algunos de sus álbumes), Marillion, Emerson, Lake and Palmer y The Nice.

### Hard rock
El hard rock, también conocido como heavy rock (traducido: rock duro), es un subgénero del rock. Tiene sus raíces en géneros como el blues rock el rock psicodélico o incluso el rock and roll más tradicional, y ha inspirado la creación de otros géneros como el heavy metal. Surgió en los finales de los años 60 y comienzos de los 70. Los primeros grupos en exponer este género fueron UFO,
The Who, The Kinks, Cream, Blue Öyster Cult, The Beatles, Blue Cheer, Steppenwolf, Deep Purple, Black Sabbath y Led Zeppelin, por nombrar algunos. Es la clase más dura del rock, de ahí su nombre. 
El hard rock tuvo su máxima popularidad en los 70s y 80s, con derivaciones como el heavy metal, y más tarde subgéneros como el thrash metal o el doom metal, entre muchos otros.

### Glam rock
El glam rock, también conocido como glitter rock es un estilo del rock y de la música pop, que emergió inicialmente en los comienzos de los años 70, del post-hippie.  Se caracteriza por la ropa "escandalosas", el maquillaje, los peinados, y botas con suela de plataforma. Las letras extravagantes, trajes y estilos visuales de artistas glamur fueron una cursi, jugando con las categorías de la sexualidad en una mezcla teatral de referencias nostálgicas a la ciencia ficción y las películas antiguas, todo un sonido hard rock de guitarra-conducido. Los pioneros del género incluyen David Bowie, Roxy Music, Mott the Hoople, Marc Bolan y T.Rex Estos y muchos otros actos a horcajadas de la brecha entre el pop y el rock, logrando mantener un nivel de respetabilidad con el público de rock, mientras que goza de éxito en la lista de sencillos del Reino Unido, incluyendo a Queen y Elton John. Otros artistas como objetivo mucho más directa para el mercado de la música popular, donde estaban los grupos dominantes de su época, como Slade, Wizzard, Mud y Sweet. La imagen de brillo fue llevada a sus límites por Gary Glitter y The Glitter Band. En gran medida confinado al glam rock británico alcanzó su punto máximo a mediados de la década de 1970, antes de que desapareciera en la cara de punk rock y las nuevas tendencias de onda.

### Heavy metal
El heavy metal (traducido: metal pesado) surgió a finales de los años 1960 a partir del endurecimiento del sonido de los grupos de rhythm & blues y rock como lo es el hard rock, y gracias a la experimentación con los efectos de guitarra. Los primeros en exponer este género fueron Led Zeppelin, Deep Purple y Black Sabbath. A mediados de los años 1970, el género había perdido bastante de su empuje, a pesar del surgimiento de nuevas figuras como Judas Priest o Motörhead. Pero a finales de la década aparecieron numerosas bandas nuevas practicantes de un sonido heavy metal renovado, impulsadas por el espíritu del «hazlo tú mismo» del punk. Esta nueva corriente, denominada New Wave of British Heavy Metal (abreviado NWOBHM), en inglés, en español Nueva ola del heavy metal británico, fue encabezada por grupos como Iron Maiden, Saxon y Def Leppard.

Las crestas son algo representativo del punk.

### Punk
El punk es un subgénero del rock surgido en Estados Unidos y el Reino Unido a mediados de los años 1970. El punk comenzó en protesta a que el rock y sus variantes, se habían vuelto una herramienta para el mercado, y había perdido sus raíces por culpa de, entre otros, el rock progresivo. Por lo que se hizo este género en son de protesta. De ahí que este género buscase un sonido más básico, conforme al espíritu del «hazlo tú mismo». Las composiciones son sencillas y las interpretaciones no tienen que ser perfectas. Se busca la inmediatez y la agresividad en el sonido, por lo que suena generalmente más ruidoso que otros géneros del rock. 
Algunas de las primeras bandas de este género fueron Sex Pistols, The Damned, The Clash o Buzzcocks, y los norteamericanos Ramones, Dead Boys y los australianos Radio Birdman y The Saints. El punk británico se caracterizó desde un principio tanto por sus innovaciones estéticas (pelo de punta, ropa rota, imperdibles, etc.) como por sus aspectos más sociopolíticos. Muchos punks están en contra de gran parte la sociedad, por eso, sus formas de vestir diferentes, lo mismo con sus peinados.

### Post-punk
El post-punk es un subgénero del rock surgido en el Reino Unido y Estados Unidos en 1977. 
Algunas de las primeras bandas de este género fueron Siouxsie And The Banshees, Wire, Joy Division, The Fall, Gang of Four, The Cure o Magazine.

### Indie británico
El indie en Inglaterra tiene su origen a finales de los 70 y comienzos de los 80, cuando bandas inspiradas en el pensamiento punk de hacer todo por uno mismo, empiezan a tocar en los diferentes bares y pubs de Inglaterra.
La primera ola de indie británico se origina hacia 1984, cuando inspirados por el sonido de bandas post punk como Orange Juice y Aztec Camera, The Smiths saltan a la escena con su primer álbum. Resulta una revelación, ya que el uso de guitarras que parecía haberse olvidado en medio de la popularidad del new wave, retoma su importancia. Aunque bandas como James y The Housemartins, fueron claves en ese sentido, serían The Smiths los que conseguirían más éxito y fama gracias a las letras polémicas de su cantante Morrisey, y el sonido intrincado mezcla de rock clásico y rockabilly de la guitarra de Johnny Marr. 
En 1986 comienza a producirse una transición en el género con el lanzamiento del célebre casete C86 que publicó el New Musical Express. Esta cinta dio nombre al movimiento musical del mismo nombre y se convirtió en la principal influencia en el desarrollo de la escena alternativa británica en general y del indie pop en particular. Otros grupos que aparecían en el mismo casete fueron The Pastels, Primal Scream y Soup Dragons, bandas estas dos últimas que cambiarían su sonido utilizando elementos de música electrónica pocos años más tarde. La separación de The Smiths en 1987 y el lanzamiento de este casete, generarían dos movimientos opuestos que dominarían la escena indie durante los siguientes 5 años y conformarían la segunda ola de indie británico. 
Por un lado surge el shoegazing, influenciado por otras formas de rock alternativo durante los 80, como el que practicaban New Order, grupo que surgió de las cenizas de Joy Division tras el suicidio de su líder Ian Curtis y que experimentaba con influencias de la música electrónica y del house integrándolas en canciones indie. Asimismo, el estilo de The Jesus and Mary Chain, que se basaba en melodías pop envueltas en muros de guitarras ruidosas, junto al dream pop de grupos como Cocteau Twins y el space rock de Spacemen 3 fueron las principales influencias de esta corriente nacida a finales de la década. Este movimiento fue bautizado de esta forma por la costumbre de los miembros de los grupos que lo integraban de mirar hacia abajo mientras actuaban en directo, entre estas bandas destacaron My Bloody Valentine, Slowdive, Ride o Swervedriver y fueron predominantes en la prensa británica a finales de la década. El otro movimiento se inspira en la música house y electrónica de finales de los 80, en clubes como The Hacienda y The Boardwalk. Dando un toque más psicodélico a la música tal y como lo hacía el shoegazing pero con un estilo más bailable, la escena madchester salta a la fama y con ella surgen grupos como The Stone Roses, Inspiral Carpets o Happy Mondays. Incluso James, que empezó con toques más indie pop, experimentaría con este nuevo sonido. Pero de todas estas bandas la más importante de la época sería The Stone Roses. Con canciones simples, guitarra distorsionada, pero con un toque bailable y batería que incitaba a la marcha, permitió que los Roses fueran la banda más popular en el ámbito indie de finales de los 80 y comienzos de los 90. Sin embargo en 1991, la banda tuvo problemas jurídicos con su discográfica y fueron inhabilitdos para tocar por dos años y medio, lo cual impidió que la fama que había conseguido el grupo se lograra materializar de forma definitiva.
Varios grupos intentaron llenar el vacío que dejó The Stone Roses con su partida. Radiohead, Primal Scream, My Bloody Valentine y Suede eran la punta de lanza del indie de esos años, pero ya para ese entonces el madchester y el shoegazing habían acabado su momento de gloria. De los grupos anteriormente mencionados, Suede fue el único que logró cierto apoyo del público, siendo calificados como los sucesores de The Stone Roses y como la alternativa radial y comercial al grunge, que ocupaba las estaciones de radio de todo el Reino Unido. Radiohead consiguió éxito en los Estados Unidos con "Creep", pero no en su país de origen. Pasarían varios años para que la banda lograra el éxito en su país.
Por esa misma época Blur lanza sus primeros álbumes, al igual que Pulp y Elastica. También surgiría en Mánchester la banda que se convertiría en el símbolo de una generación a la par con Blur en su país, y con Nirvana a nivel mundial: Oasis. Rescatando la melodía de The Beatles, la agresividad de Sex Pistols y la arrogancia de The Stone Roses, se perfilarían como una de las bandas más exitosas e importantes de la historia del Reino Unido. Todas estas bandas conformarían un movimiento que dominaría gran parte de los años 90: el britpop. El movimiento vería su punto álgido con la batalla de las bandas de Blur y Oasis, cuando lanzaron sus sencillos promocionales el mismo día. Blur lanzó Country House para promocionar su álbum The Great Escape, mientras que Oasis lanzó "Roll With It" para promocionar su álbum (What's The Story) Morning Glory?. Aunque Blur logró un éxito importante con Country House, no logró tener éxito en los Estados Unidos, donde Oasis hizo de su álbum un disco multiplatino. Mientras se producía este enfrentamiento, bandas como Travis, Supergrass y The Verve comenzaron a emerger en la escena, mientras Radiohead captaba la atención de todo el país con The Bends, su segundo disco.
La etapa del britpop comenzó a decaer en 1997 por las críticas negativas del tercer disco de Oasis, Be Here Now y el hecho de que Blur comenzó a incorporar influencias del rock alternativo americano desde su álbum homónimo. Por otra parte el sonido britpop lucía para la crítica como algo "insípido". Durante esos 3 años, las bandas punteras del movimiento serían Radiohead, The Verve y Pulp. 
El sonido inspirado en el indie, ya no pasaba de ser una fórmula para vender discos para la industria. Sin embargo la escena alternativa del Reino Unido se vería revitalizada y es así como en el siglo XXI surgen nuevas bandas que revivirían el concepto original del indie. El lanzamiento de Radiohead de su álbum OK Computer y el sonido de bandas como Travis, My Bloody Valentine o The Stone Roses, inspirarían a bandas como Coldplay y Muse, que liderarían con Radiohead la escena británica en solitario durante varios años. Sin embargo sería The Libertines la banda que regresaría el indie a su origen simple y rudo. Entre 2001 y 2004 serían una banda de culto por parte de la prensa y el público lanzando dos álbumes, finalmente la banda se derrumbaría en 2004 a causa de la adicción a las drogas de Pete Doherty, lo que produjo numerosos problemas entre los dos líderes de la banda: Pete Doherty y Carl Barat. Aun así dejaron abierto el camino para dos bandas que consolidarían este concepto: Arctic Monkeys y Franz Ferdinand, al igual que otras bandas como Kasabian, Maximo Park o Bloc Party, estos últimos con un mayor uso de la electrónica en sus álbumes. Más recientemente se ha destacado el debut de algunas bandas como The Coral (de la cual dijo Mani, exbajista de The Stone Roses, que era el mejor disco desde el debut de los mismos Roses), Klaxons o The XX.
Otro movimiento que surge en el ámbito indie es el piano rock, en el cual es el piano y no la guitarra el instrumento clave del sonido. La banda más importante en este género es Keane, que ha logrado notoriedad alrededor del mundo, sobre todo con su sencillo Everybody's Changing. Otras bandas que han experimientado con este sonido son Coldplay y Muse.

## Grupos
Algunos grupos y artistas representativos del rock británico y sus variantes:
| - 10cc - A Flock of Seagulls - The Alan Parsons Project - Anathema - The Animals - Arctic Monkeys - Asking Alexandria - Aynsley Dunbar Retaliation - Bad Company - Bauhaus - The Beatles - Jeff Beck - Bee Gees - Billy Idol - Black Country, New Road - Black Midi - Black Sabbath - Bloc Party - James Blunt - Blur - David Bowie - Bring Me The Horizon - Bullet for My Valentine - Buzzcocks - Catfish and the Bottlemen - The Chameleons - The Church - Eric Clapton - The Clash - Cocteau Twins - Coldplay - Phil Collins - Elvis Costello - Cream - The Cribs - The Cult - The Cure - Cutting Crew - The Damned - The Dave Clark Five - The Script - Deep Purple - Def Leppard - Delirious? - Depeche Mode - Diamond Head - Dire Straits - Dr. Feelgood - Duran Duran - Echo and the Bunnymen - Electric Light Orchestra | - Emerson, Lake & Palmer - Eurythmics - Faces - Fleetwood Mac - Florence and the Machine - Foals - The Fourmost - Franz Ferdinand - Free - Peter Gabriel - Gang of Four - Genesis - Gentle Giant - Gerry and the Pacemakers - George Harrison - Hawkwind - Henry Cow - Herman's Hermits - The Hollies - Humble Pie - Iron Maiden - James - Jethro Tull - Elton John - Joy Division - Judas Priest - Kasabian - Keane - Killing Joke - King Crimson - The Kinks - The Kooks - Led Zeppelin - John Lennon - The Libertines - Paul McCartney - Mcfly - Magazine - Manfred Mann's Earth Band - Manic Street Preachers - Marillion - John Mayall & the Bluesbreakers - The Moody Blues - Motörhead - Mumford & Sons - Muse - New Order - The Nice - Nick Lowe - Oasis - Ozzy Osbourne - Pilot - Pink Floyd - PJ Harvey - Placebo - The Police | - The Pretenders - The Pretty Things - Procol Harum - Porcupine Tree - Public Image Limited - Pulp - The Quarrymen - Queen - Radiohead - Rainbow - Razorlight - The Rolling Stones - Roxy Music - Sex Pistols - The Shadows - Saxon - Siouxsie And The Banshees - Slade - Slowdive - The Small Faces - The Smiths - Soft Machine - The Spencer Davis Group - Supergrass - Supertramp - Starsailor - Stereolab - Rod Stewart - The Stone Roses - The Stranglers - Suede - T. Rex - Talk Talk - Taste - Tears For Fears - Ten Years After - Them - Thin Lizzy - Traffic - Travis - The Troggs - The Outfield - UFO - Uriah Heep - The Verve - The Who - Wire - Wings - Wishbone Ash - White Lies - Whitesnake - XTC - The Yardbirds - Yes |